# Sonja Arova
Sonja Arova, nata Sophie Errio (in bulgaro Соня Арова?; Sofia, 19 maggio 1927 – San Diego, 4 febbraio 2001), è stata una ballerina bulgara.

## Biografia

### Primi anni
Sonja Arova nacque come Sophie Errio il 19 maggio 1927 a Sofia, in Bulgaria. Crebbe a Sofia, frequentò la scuola di danza dell'Opera di Stato, dove dimostrò il suo potenziale. Gli insegnanti consigliarono a sua madre di portarla, per continuare la sua preparazione, a Parigi dove studiò con Ol'ga Preobraženskaja e Serge Lifar. Mentre era in vacanza in Bretagna nel giugno del 1940 con la sua migliore amica, June Ratcliffe, le ragazze, Sophie, June e sua sorella Cecilia, furono portate in treno a Dax, dalla madre di June Andrée Ratcliffe, per sfuggire ai tedeschi in avvicinamento. Finalmente riuscirono a prendere una nave per Plymouth da Bayonne; si ritiene che sia stata l'ultima nave ad andarsene, dato che Andrée Ratcliffe, con tre figli sul suo passaporto (suo figlio era a scuola in Inghilterra) si fu rifiutò di lasciare da sola sul molo Sophie, come allora veniva chiamata. Non ha mai più visto suo padre e si riunì a sua madre e a sua sorella solo dopo otto anni. In Inghilterra, la famiglia Ratcliffe pagò la sua educazione all'Arts Educational Trust e alla fine si unì al Balletto Internazionale nel 1942.

### Carriera
Danzò come ballerina principale al London Festival Ballet, al Royal Ballet, al National Ballet of Washington, e all'American Ballet Theatre. Si è esibita in numerosi pas de deux con Erik Bruhn all'English Metropolitan Ballet. Ha ballato con Rudol'f Nureev nel suo debutto americano con la compagnia di balletti dell'Opera di Chicago di Ruth Page a New York (1962). Fu un grande successo, con re e regine che presentavano i loro regali in segno di apprezzamento per il suo lavoro. Ella divenne direttore artistico del Balletto nazionale norvegese nel 1966 e rimase in carica fino al 1970.
Nel 1971 co-diresse il San Diego Ballet con il marito Thor Sutowski. La coppia accettò incarichi d'insegnamento alla Alabama School of Fine Arts nel 1976. Durante il loro soggiorno, fu direttore artistico dell'Alabama Ballet. Nel 1996, la coppia tornò a San Diego, in California, dove viveva sua figlia Ariane. In una cerimonia alle Nazioni Unite fu nominata Dama dal re Olaf V di Norvegia, diventando la seconda donna così distinta.

### Morte
Morì per un tumore del pancreas a San Diego, California, nel 2001, a settantaquattro anni.